# Manchester City Football Club 1993-1994
Nella stagione 1993-1994 il Manchester City ha partecipato alla FA Premier League, primo livello del campionato inglese ed ha festeggiato il centenario dall'adozione del nome Manchester City. Per l'occasione la società fece produrre un kit celebrativo. In campionato giunse al 16º posto centrando la salvezza. Nella FA Cup e nella Football League Cup venne eliminato in entrambi i casi al 4º turno.
Al termine della stagione: Terry Phelan e Alan Kernaghan furono convocati per il Campionato mondiale di calcio 1994 nella nazionale inglese.

## Team kit
Lo sponsor tecnico fu Umbro, il main sponsor fu invece Brother
| Manica sinistra · Manica sinistra · Maglietta · Maglietta · Manica destra · Manica destra · Pantaloncini · Pantaloncini · Calzettoni · Calzettoni |
| Casa |

| Manica sinistra · Manica sinistra · Maglietta · Maglietta · Manica destra · Manica destra · Pantaloncini · Pantaloncini · Calzettoni · Calzettoni |
| Centenario |

| Manica sinistra · Manica sinistra · Maglietta · Maglietta · Manica destra · Manica destra · Pantaloncini · Pantaloncini · Calzettoni · Calzettoni |
| Trasferta |

| Manica sinistra · Manica sinistra · Maglietta · Maglietta · Manica destra · Manica destra · Pantaloncini · Pantaloncini · Calzettoni · Calzettoni |
| Third |

## Rosa
Rosa della prima squadra
| N. |                        | Ruolo | Calciatore       |
| -- | ---------------------- | ----- | ---------------- |
| 1  | Inghilterra (bandiera) | P     | Tony Coton       |
| 2  | Inghilterra (bandiera) | D     | Andy Hill        |
| 3  | Irlanda (bandiera)     | D     | Terry Phelan     |
| 4  | Inghilterra (bandiera) | C     | Steve McMahon    |
| 5  | Inghilterra (bandiera) | D     | Keith Curle      |
| 6  | Paesi Bassi (bandiera) | D     | Michel Vonk      |
| 7  | Inghilterra (bandiera) | C     | David Rocastle   |
| 8  | Inghilterra (bandiera) | A     | Mike Sheron      |
| 9  | Irlanda (bandiera)     | A     | Niall Quinn      |
| 10 | Inghilterra (bandiera) | C     | Garry Flitcroft  |
| 11 | Galles (bandiera)      | A     | Carl Griffiths   |
| 12 | Inghilterra (bandiera) | D     | Ian Brightwell   |
| 13 | Galles (bandiera)      | P     | Martyn Margetson |
| 14 | Inghilterra (bandiera) | C     | Paul Lake        |
| 15 | Irlanda (bandiera)     | D     | Alan Kernaghan   |
| 16 | Inghilterra (bandiera) | A     | Steve Finney     |

| N. |                             | Ruolo | Calciatore         |  |
| -- | --------------------------- | ----- | ------------------ |  |
| 17 | Inghilterra (bandiera)      | C     | Mike Quigley       |  |
| 18 | Inghilterra (bandiera)      | D     | David Brightwell   |  |
| 19 | Giamaica (bandiera)         | C     | Fitzroy Simpson    |  |
| 20 | Paesi Bassi (bandiera)      | C     | Alfons Groenendijk |  |
| 21 | Irlanda del Nord (bandiera) | C     | Steve Lomas        |  |
| 22 | Inghilterra (bandiera)      | D     | Richard Edghill    |  |
| 23 | Scozia (bandiera)           | C     | David Kerr         |  |
| 24 | Inghilterra (bandiera)      | A     | Adie Mike          |  |
| 25 | Galles (bandiera)           | P     | Andy Dibble        |  |
| 26 | Norvegia (bandiera)         | C     | Kåre Ingebrigtsen  |  |
| 27 | Inghilterra (bandiera)      | D     | Rae Ingram         |  |
| 28 | Germania (bandiera)         | A     | Uwe Rösler         |  |
| 29 | Inghilterra (bandiera)      | D     | John Foster        |  |
| 30 | Inghilterra (bandiera)      | A     | Paul Walsh         |  |
| 31 | Germania (bandiera)         | C     | Steffen Karl       |  |
| 32 | Inghilterra (bandiera)      | C     | Peter Beagrie      |  |